# Chamonix Hockey Club
Pour les articles homonymes, voir CHC.
Le Chamonix Hockey Club ou CHC, surnommé les Chamois de Chamonix, est un club français de hockey sur glace.
Le club est celui qui a remporté le plus de titres dans le championnat de France de hockey sur glace (30 victoires).
Lors de la saison 2009-2010, Les Chamois ont fêté leurs 100 ans.
Le club fusionne avec le HCMAG pour la saison 2016-2017 formant le Chamonix-Morzine Hockey Club.
Toutefois l'année suivante les deux clubs se séparent ; l'équipe professionnelle revient alors à Chamonix sous le nom des Pionniers de Chamonix.

## Historique

### 1910-1930: Les débuts
Le hockey sur glace se développe en France au début du XXe siècle d'abord dans les villes de Paris et Lyon, qui se partagent les tout  premiers championnats de France.
Très rapidement, le sport s'implante dans les Alpes et le Hockey Club Chamonix-Mont-Blanc est créé dès 1910, faisant suite à la création d'une patinoire naturelle en 1902. Dès 1911, Chamonix devient l'adversaire des clubs parisiens pour l'attribution du titre et organise quasiment chaque année la finale du championnat de France, ceci jusqu'à la fin de la Seconde Guerre mondiale.
Le club perd ses premières finales par de lourds scores (9-1, 12-1 et 14-0) mais l'interruption de la Première Guerre mondiale change la donne : Les Savoyards perdent encore 3 finales (3-2, 3-1 et 6-2) puis remportent les sept éditions suivantes, de 1923 à 1931, comptant sur des joueurs tels Léonhard Quaglia ou Albert Hassler.

### 1931-1938: L'épopée du Vel'D'hiv
En 1931, c'est la rénovation du Vélodrome d'Hiver (ou Vel'D'hiv') par l'américain Jeff Dickson, qui monte de toutes pièces des clubs à Paris, grâce à des renforts canadiens. Les Chamoniards, qui comptent sur des joueurs locaux, ne peuvent suivre et la domination s'arrête. Les « années folles » s'arrêtent en 1937, quand la société Jeff Dickson fait faillite à force d'abus.

### 1939-1979: Concurrents Alpins
Les clubs parisiens presque tous disparus, Chamonix reprend sa domination et remporte quasiment chaque année le titre : 21 titres en 29 saisons, le moins bon résultat étant une 3 place en 1950 et 1957. Le CHC est seulement battu dans la course au tire par le Racing (1950 et 1951), l'ACBB de Philippe Potin, 1957, 1960, 1962 et Saint-Gervais en 1969. Le club s'appuie toujours sur sa formation et dispose alors de joueurs comme Alain Bozon, considéré comme le meilleur de l'époque.
Car les Jeux olympiques de Grenoble de 1968 ont provoqué une fort développement des patinoires et du hockey en dehors de ses terres habituelles. Le nombre de clubs et de joueurs augmentant, d'autres clubs compétitifs apparaissent, et après Saint-Gervais, premier club champion en dehors de Chamonix, de Lyon et de la région Parisienne, (et qui remporte également les titres 1974 et 1975), Gap remporte ceux des années 1977 et 1978. Mais le reste du temps, c'est toujours Chamonix qui rafle les titres.
En 1979 remporte son 30e et dernier titre de champion de France, et établit le record actuel de titres en France.

### 1980-1988: Les seconds rôles
À la suite des bouleversements des JO de Grenoble, les clubs de « plaine » apparaissent dans les années 1980 : La saison 1979-1980, est à ce titre charnière car après le dernier titre de Chamonix, c'est le club de Tours qui remporte le titre national. Premier titre d'un club créé à la suite des JO de 1968, c'est aussi le premier titre d'un club en dehors des Alpes, de Paris ou de Lyon. Tours est également précurseur en étant le premier club à réaliser un recrutement à l'extérieur (et non pas fondé sur les joueurs locaux) et en payant ses joueurs ouvertement, comme des professionnels (le semi-professionnalisme étant la règle auparavant).
Chamonix cesse alors sa domination devant cette profonde mutation du hockey français. Le club ne domine même plus les Alpes, Saint-Gervais puis le Mont-Blanc reprenant ce rôle. Le CHC quitte même l'élite après la saison 1987-1988, rétrogradé sportivement et ne pouvant suivre l'escalade salariale sur le plan financier.

### 1988-2001: Les Huskies de Chamonix
En 1988, le club prend le surnom des Huskies de Chamonix et remporte la Nationale 1B 1989-1990. Le club ne remonte cependant pas en élite, qui se transforme en Ligue nationale, ligue « professionnelle » fermée, à gestion autonome, dont les clubs sont censés accéder sur dossier.
À la suite de dépôts de bilan, Chamonix monte dans la Ligue Nationale pour la saison 1991-1992, et redevient Vice-champion de France avec notamment de très bonnes performances de son gardien de but international français Michel Vallière. Lors de la saison Christophe Ville remporte le Trophée Albert-Hassler du meilleur joueur français de la saison et Lionel Orsolini remporte le trophée Jean-Pierre-Graff du meilleur espoir de Ligue Magnus.
La Ligue nationale disparaît à la fin de cette saison 91-92, à la suite des abandons et dépôts de bilan qui continuent et est remplacée par une élite à 16 clubs avec ascenseur sportif. Dans ce contexte difficile pour les clubs français, le CHC est vice-champion de France encore 2 fois, en 1993 et 1994.
Lors de la saison 1994-1995 Christian Pouget remporte le Trophée Albert-Hassler.
Fabrice Lhenry le jeune international formé chez les Aigles de Saint-Gervais avant d’être recruté chez les Girondins de Bordeaux se révèle au fil des saisons et est logiquement récompensé par le trophée Jean-Ferrand en 1996.
À l'été 1996, la patinoire de Chamonix est rendue inutilisable à cause d'inondations et le club doit renoncer à son engagement en championnat de France. Fabrice Lhenry rejoint alors les Albatros de Brest pour remplacer Michel Vallière, il sera sacré champion de France 1997.
Le club revient cependant en élite l'année suivante avec le canadien François Leblanc comme nouveau gardien. Le CHC compte toujours sur une majorité de joueurs français. Pour la saison 1998-1999 le suisse Marco Streit remplace François Leblanc. La saison 1999-2000 voit le grand retour de Fabrice Lhenry en provenance des Lions de Francfort en DEL.
Les Huskies sont ensuite relégués au profit des Jets de Viry-Essonne et déposent le bilan au début de la saison suivante après quelques matchs seulement disputés en Division 1.

### 2001-2016: Le retour des Chamois de Chamonix

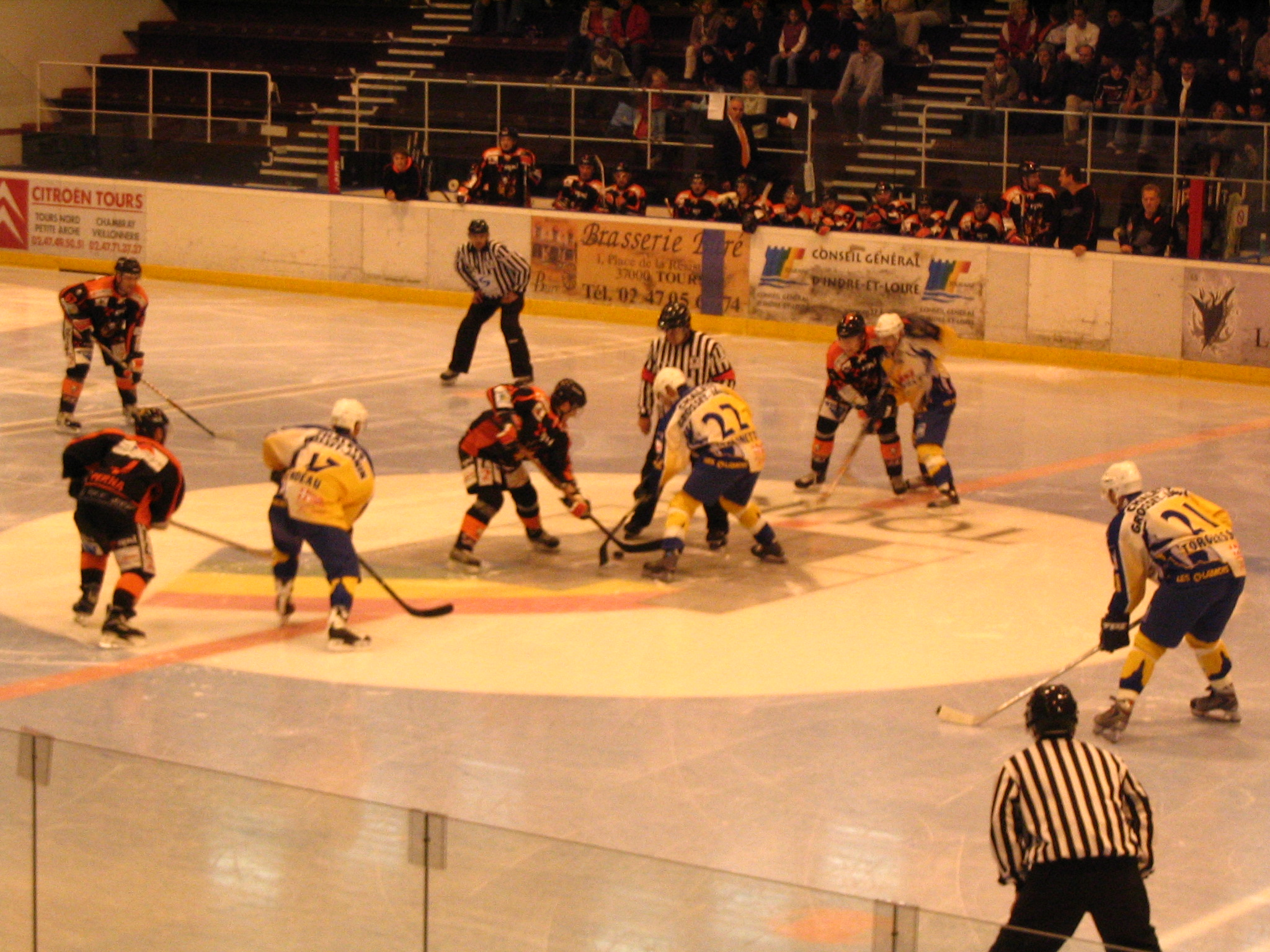
Chamonix contre Tours en 2007.

Chamonix revient pour la saison 2001-2002, en Division 2 sous le surnom actuel de Chamois de Chamonix. Le club alpin remonte en Division 1 pour la saison 2002-2003, grâce à la réforme des championnats.
C'est finalement pour la saison 2005-2006 que le club remonte en Ligue Magnus, à la faveur des rétrogradations des clubs de Mulhouse et Tours.
En 2008, le club est intronisé au temple de la renommée du hockey français.
Le club a fêté ses 100 ans le 19 février 2010.
Lors de la saison 2011-2012, le CHC diffuse en streaming ses rencontres à domicile.
Florian Hardy remporte le trophée Jean-Ferrand.
La saison suivante c'est Francis Charland qui remporte le trophée Charles-Ramsay.
Le 2 janvier 2014, les Chamois de Chamonix disputent leur première finale depuis 1994 et s’inclinent en Coupe de la Ligue sur le score de 6-4 face à Rouen une nouvelle fois.
Le 13 avril 2016, le club annonce le rapprochement avec le Hockey Club Morzine-Avoriaz-Les Gets afin de fusionner dans un nouveau club haut-savoyard d'élite de hockey pour la saison 2016-2017.

### 2016-2017: Fusion avec les Pingouins de Morzine-Avoriaz
Le 1er Juillet 2016, l'identité du club qui fusionne le CHC et le HCMAG est dévoilé.
Les Pionniers du Chamonix-Morzine évoluent en Saxoprint Ligue Magnus pour la première fois en septembre 2016.

### Depuis 2017: Fin de la fusion

Logo des Pionniers de Chamonix.

En 2017, suite d'une année de contre-performances sportive et d'une relégation la relation entre Chamonix et Morzine se tend et les Morzinois décident de quitter l'entente. Le club de Chamonix retrouve son équipe professionnelle, dorénavant connu sous le nom des Pionniers de Chamonix.

## Histoire de rivalité
Chamonix dispute dans son championnat le derby alpin face aux voisins des Brûleurs de loups de Grenoble.

## Palmarès
- Championnat de France :
  - Champion (30) : 1923, 1925, 1927, 1929, 1930, 1931, 1939, 1942, 1944, 1946, 1949, 1952, 1954, 1955, 1958, 1959, 1961, 1963, 1964, 1965, 1966, 1967, 1968, 1970, 1971, 1972, 1973, 1976 et 1979.
  - Vice-champion (10) : 1951, 1953, 1956, 1960, 1969, 1974, 1980, 1992, 1993 et 1994.
- Division 1 :
  - Champion (1) : 1990.
- Coupe de France :
  - Vainqueur (3) : 1972, 1973 et 1974.
  - Finaliste (1) : 1994.
- Coupe de la Ligue :
  - Finaliste (1) : 2014.

‌

## Prix et récompenses de la Ligue Magnus
Chaque année, divers trophées sont associés à la Ligue Magnus :
- Trophée Marcel-Claret : 2006, 2007 et 2016.
- Trophée Charles-Ramsay : 1979, 1980, 1981, 1982, 1983 et 2013
- Trophée Albert-Hassler : 1979, 1985, 1992 et 1995.
- Trophée Jean-Pierre-Graff : 1992.
- Trophée Jean-Ferrand : 1979, 1980, 1981, 1996 et 2012.

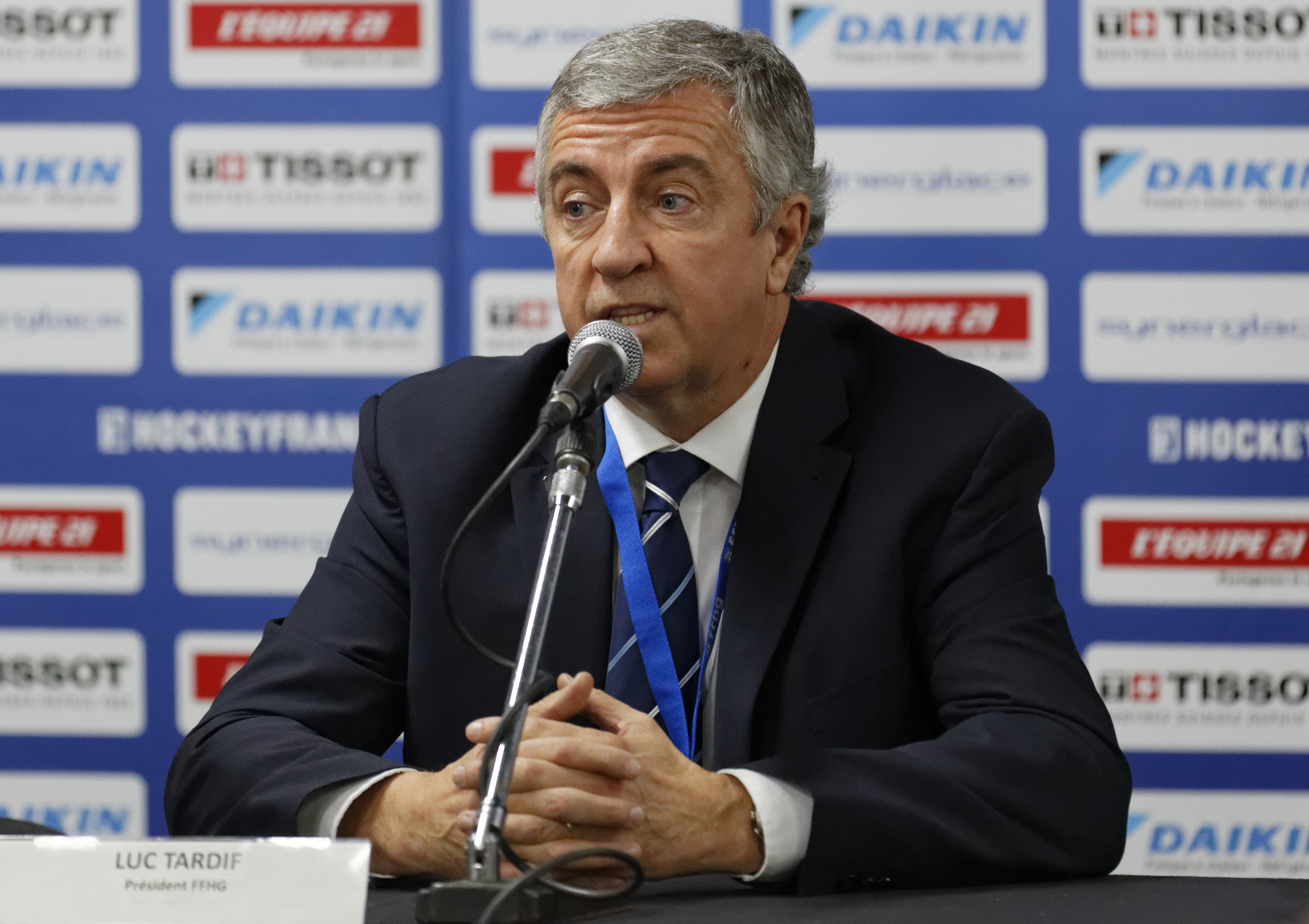
Luc Tardif
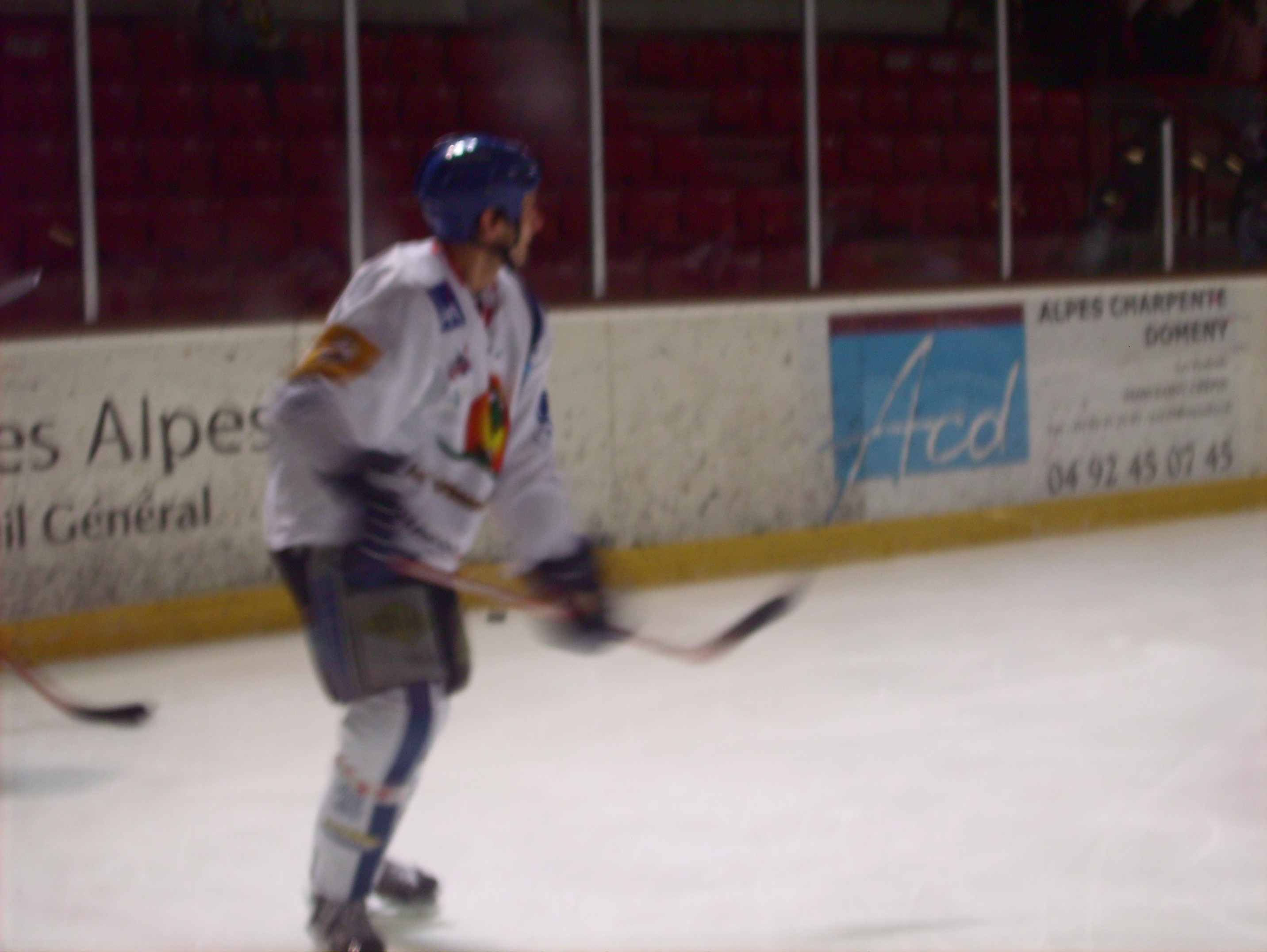
Christian Pouget
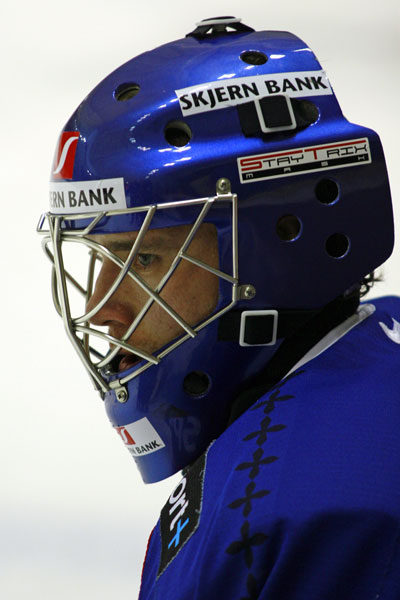
Fabrice Lhenry
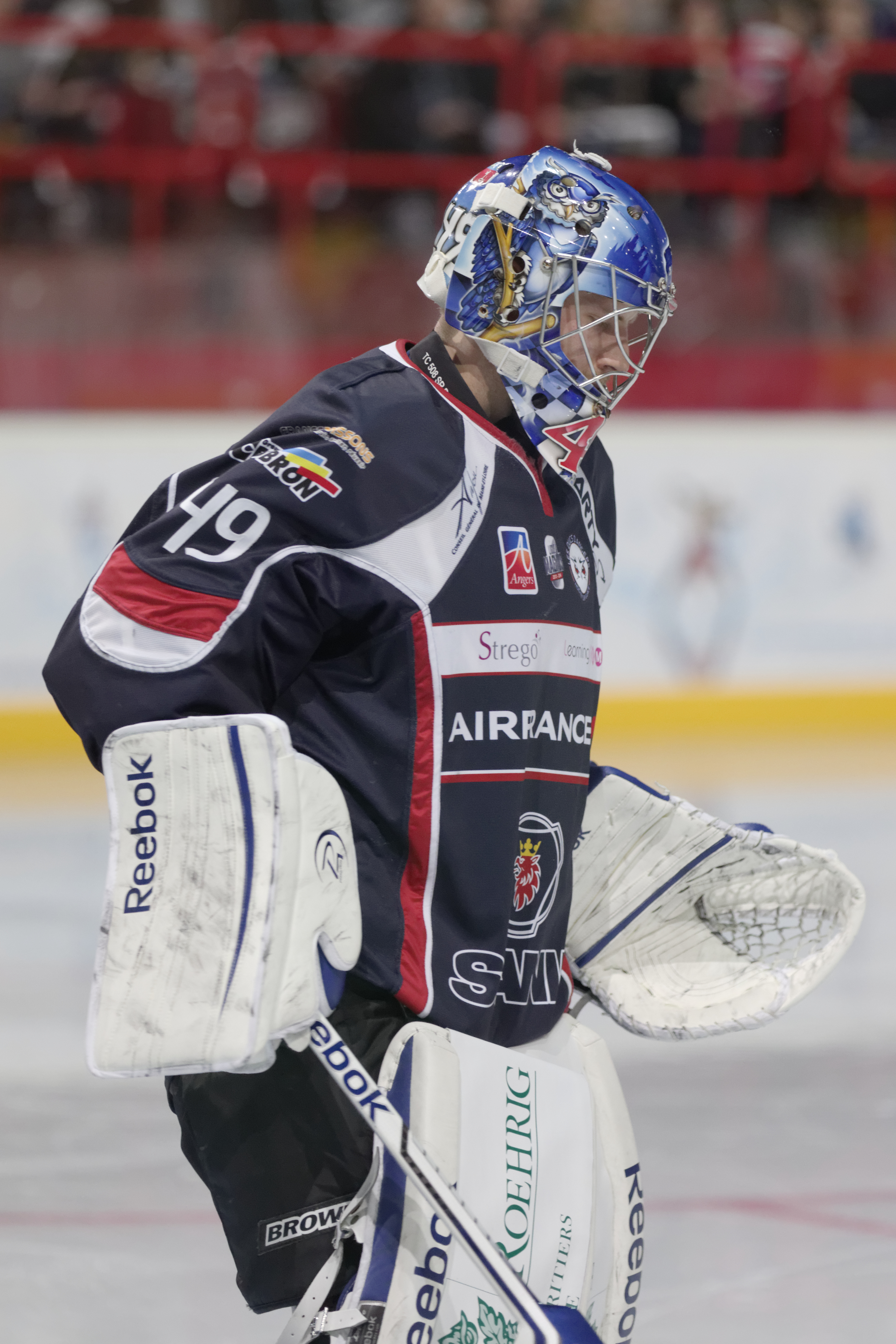
Florian Hardy
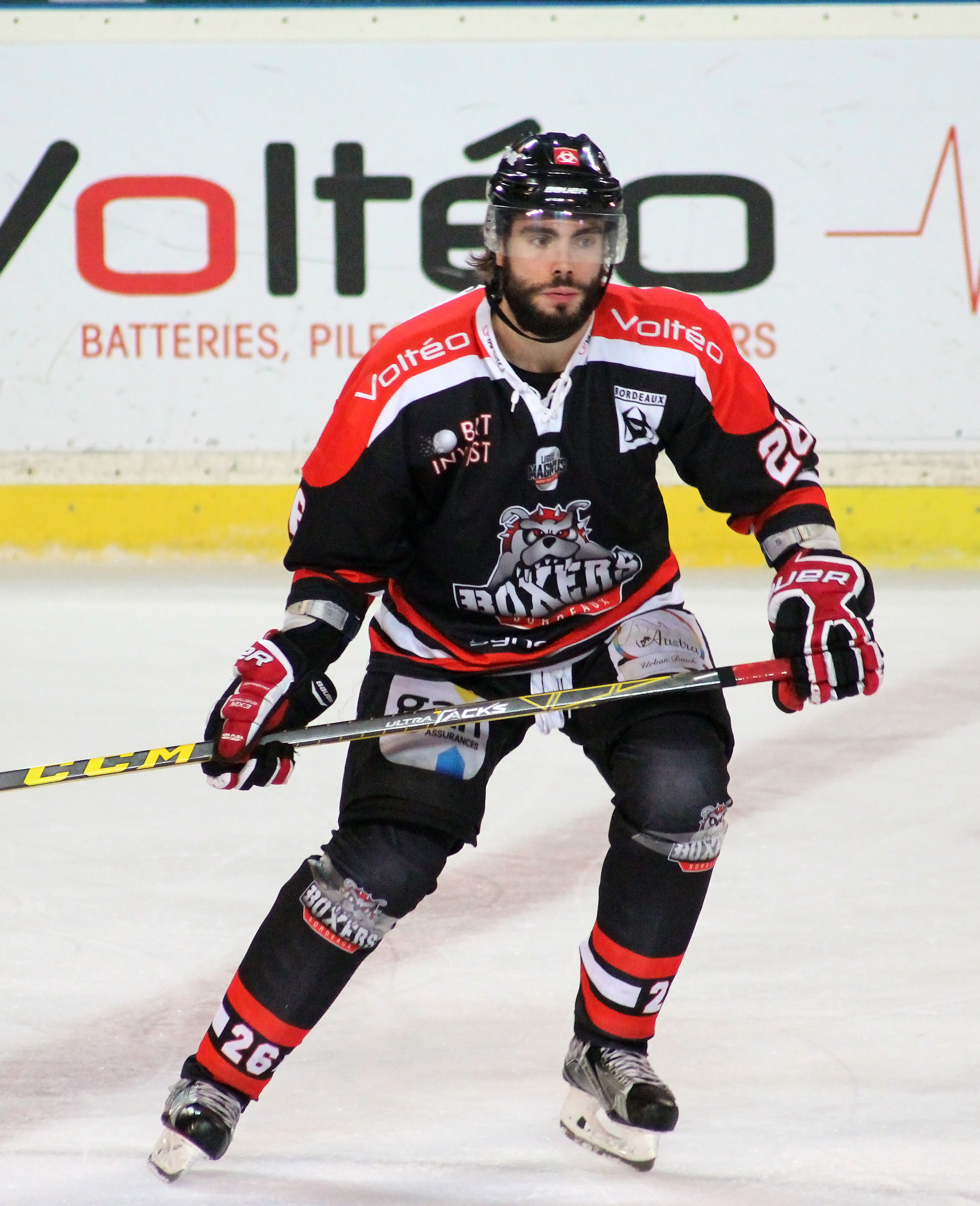
Francis Charland

## Personnalités
Personnalités :

### Capitaines
- Marcel Claret (1948)
- Martin Payot (1952)
- Calixte Pianfetti (1955)
- Jean Payot (1958)
- Raymond Gilloz (1962)
- Jean-Claude Guennelon (1968)
- Alain Mazza (1970)
- Michel Caux (1973)
- Philippe Rey (1976)
- Eric Pianfetti (1985)
- Laurent Spinetti (1988)
- Taras Zytynsky (1990)
- Christophe Ville (1991)
- Stéphane Barin (1993)
- Stéphane Gros (1997)
- Eric Durand (1999)
- Pierrick Dumas (2001)
- Christian Pouget (2003)
- Richard Aimonetto (2005)
- Laurent Gras et Richard Aimonetto (2011)
- Alexandre Audibert (2012-2016)

### Entraîneurs
- Remy Martinetti (1948-1950)
- Mac Gibon (1950-1954)
- Peter Roy (1954-1955)
- Camil Gélinas (1955-1956)
- Henri Labrosse (1956-1957)
- Paul-Emile Provost (1957-1962)
- Robert Boucher (1962-1964)
- Gaston Pelletier (1964-1966)
- Yvan Guryca et Bruno Ranzoni (1966-1973)
- Robert Robotin (1973-1975)
- Vladimir Sikora (1975-1977)
- Camil Gélinas (1977-1981)
- Pierre Sarrazin (1981-1982)
- Bernard Noreau (1982-1984)
- Louis Coté (1984-1985)
- Laurence Sacharuk et Michel Terrien (1985-1986)
- Maurice Lemay (1986-1987)
- Anders Kallur (1987-1988)
- Lennart Karlsson (1988-1989)
- Richard Sévigny (1989-1990)
- Marc Boileau et Charles Bourgeois (1990-1991)
- Charles Bourgeois et Vladimir Zubkov (1991-1994)
- Christophe Ville (1994-1997)
- Marc Djelloul et Christophe Ville (1997-1999)
- Marc Djelloul (1999-2001)
- Pierre Pousse (2001-2005)
- Marius Konstantinidis et Bruno Margerit (2005-2006)
- Peter Hrehorcak (2006-2007)
- Yannick Charlet et Peter Hrehorcak (2007-2008)
- Alan Jacob (2008-2009)
- Stéphane Gros (2009-2016)

### Présidents
- Jules Couttet (1911-1930)
- Jules Devouassoud (1930-1945)
- Marcel Claret (1945-1970)
- Joseph Cochet (1970-1987)
- Michel Durand (1987-1988)
- Jean Charlet (1988-190)
- Alain Mazza (1990-1995)
- Alain Plumerault (1995-1997)
- Yves-Sébastien Gicquel (1997-1998)
- Dominique Simoncini (1998)
- Arnaud Clerc (1998-2000)
- Yves Bonniere (2000-2001)
- Michel Bibollet (2001-2016)

## Logos

Logo jusqu'en 1988
Logo entre 1988 et 2001
Logo entre 2001 et 2011
Logo entre 2011 et 2016